# Pravila Formule 1
Pravila Formule 1 su brojne uredbe Formule 1 koje su donijele i provodile FIA i kasnije FISA. Pravila su se drastično promijenila od prvog Svjetskog prvenstva Formule 1 1950. Ovaj članak pokriva trenutno stanje tehničkih i sportskih propisa F1, kao i povijest tehnički propisi od 1950.

## Pravila Formule 1 kroz povijest

### 1950. – 1951.
- Momčadima je na raspolaganju stajao 1,5-litreni motor s kompresorom ili 4,5-litreni atmosferski motor bez kompresora.
- Masa motora nije bila propisana.
- Alfa Romeo je 1951. konstruirao redni 8 cilindrični motor i doveo ga do 430 konjskih snaga. Ferrari je probao s 4,5-litrenim 12 cilindričnim, ali je postigao 385 ks.
- Harry Schell u Cooperu T12 na VN Monaka 1950. je bio prvi vozač koji koristio bolid s motor smještenim iza vozača. Unatoč tome tijekom pedesetih godina, gotovo sve momčadi su koristile bolide s motorom ispred vozača.
- Kočioni diskovi su uvedeni 1951.

## Vanjske poveznice
- Formula One uncovered! F1technical.net